# Aztec (jeu vidéo)
Pour les articles homonymes, voir Aztec.
Ne doit pas être confondu avec Aztec : Malédiction au cœur de la cité d'or.
Aztec est un jeu vidéo de plates-formes et d’aventure développé par Paul Stephenson et publié par Datamost en 1982 sur Apple II, puis porté sur Atari 8-bit et Commodore 64,. Le joueur incarne un aventurier chargé de retrouver une statuette en or dans un ancien temple Aztèque. Le temple est composé de huit niveaux, contenant chacun huit pièces, et sa configuration est généré aléatoirement à chaque partie. Chaque pièce est composée de plusieurs plates-formes et que le joueur visualise en vue de côté,. Le joueur contrôle son héros par l’intermédiaire des vingtaine de touches du clavier qui lui permettent par exemple de le faire marcher, sauter, escalader ou combattre. Pour progresser, il doit surmonter des pièges et affronter les habitants du temple, dont des araignées, des serpents, des scorpions et des dinosaures.